# Historia de la República del Perú
La Historia de la República del Perú 1822-1933 es una obra del historiador peruano Jorge Basadre Grohmann en la que se abarca la Historia del Perú desde 1822, después de la Declaración de Independencia, hasta 1933, después de la caída del Oncenio. Es considerada una de las principales obras de la historiografía peruana del siglo XX. Ha sido constantemente editada desde 1939, cuando contaba con un solo tomo, hasta la novena edición que cuenta con 18 tomos.

## Estructura
La historia de Basadre se inicia con la instalación del primer Congreso Constituyente del Perú en 1822 y culmina con los sucesos inmediatamente posteriores al asesinato del presidente Luis Sánchez Cerro en 1933. El autor divide este lapso en ocho periodos:
- Primer periodo: La época fundacional de la república (1822-1842)
- Segundo periodo: La falaz prosperidad del guano (1842-1866).
- Tercer periodo: La crisis económica y hacendaria anterior a la guerra con Chile (1864-1878).
- Cuarto periodo: La guerra con Chile (1879-1883).
- Quinto periodo: El comienzo de la Reconstrucción (1884-1895).
- Sexto periodo: La república aristocrática (1895-1918).
- Séptimo periodo: El oncenio (1919-1930).
- Octavo periodo: El comienzo de la irrupción de las masas organizadas en la política (1930-1933).

Es de destacar que Basadre no solo se limita a la historia política y militar, sino que abarca temas relacionados con la educación, la ciencia y la cultura.

## Ediciones
- La primera edición, de 1939, comprendía un solo tomo, que abarcaba una historia periodificada de la República peruana de 1822 a 1899. Contenía además una bibliografía.
- La segunda edición, de 1940, es una ampliación de la anterior, pero ahora en dos tomos.
- La tercera edición, de 1946, abarcaba dos tomos y su contenido llegaba hasta aproximadamente el año 1910.
- La cuarta edición, de 1949, también en dos volúmenes y el mismo contenido del anterior.
- La quinta edición, publicada entre 1962 y 1964, en diez volúmenes, que abarcaba hasta el Oncenio de Leguía (1919-1930). Los primeros seis volúmenes, lanzados en 1962, rápidamente se agotaron y fue necesario hacer una segunda reimpresión, en México, distribuida en 1965.
- La sexta edición, de 1968, corregida y aumentada, en 17 tomos, el último dedicado a la bibliografía, destacando la inclusión de once nuevos capítulos correspondientes al periodo de 1930-1933.
- La sétima edición, de 1983, en 11 tomos, realizada por la Editorial Universitaria de Lima
- La octava edición, de 1998, en 16 tomos, editada por el diario La República de Lima y la Universidad Ricardo Palma.
- La novena edición, de 2005, editada para la empresa editora del diario El Comercio de Lima, en 18 tomos, el último de los cuales es un volumen adicional de otro autor, dedicado a la historia republicana de 1933 al 2000. Se volvió a reeditar el 2015, cuya venta se dio a cabo por medio del diario Perú 21

## La novena edición
La última edición contiene, además del texto original del autor, material complementario: 50 infografías, más de 2.700 fotografías, perfiles y actualizaciones bibliográficas, líneas de tiempo y un tomo adicional que completa la historia de 1933 al 2000. Consta de 18 tomos, con sus capítulos distribuidos de la siguiente manera:
- Tomo 1 / Primer periodo: la época fundacional de la república (1822-1842).
- Tomo 2 / La época fundacional de la República (1822-1842)
- Tomo 3 / Primer periodo: la época fundacional de la República (1822-1842). Segundo periodo: la falaz prosperidad del guano (1842-1866)
- Tomo 4 / Segundo periodo: la falaz prosperidad del guano (1842-1866)
- Tomo 5 / Segundo periodo: la falaz prosperidad del guano (1842-1866)
- Tomo 6 / Segundo periodo: la falaz prosperidad del guano (1842-1866). Tercer periodo: la crisis económica y hacendaria anterior a la guerra con Chile (1864-1878)
- Tomo 7 / Tercer periodo: la crisis económica y hacendaria anterior a la guerra con Chile (1864-1878)
- Tomo 8 / Tercer periodo: la crisis económica y hacendaria anterior a la guerra con Chile (1864-1878)
- Tomo 9 / Cuarto periodo: la guerra con Chile (1879-1883)
- Tomo 10 / Quinto periodo: el comienzo de la reconstrucción (1884-1895)
- Tomo 11 / Quinto periodo: el comienzo de la reconstrucción (1884-1895). Sexto periodo: la república aristocrática (1895-1919)
- Tomo 12 / Sexto periodo: la república aristocrática (1895-1919)
- Tomo 13 / Sexto periodo: la república aristocrática (1895-1919)
- Tomo 14 / Séptimo periodo: el oncenio (1919-1930)
- Tomo 15 / Octavo periodo: el comienzo de la irrupción de las masas organizadas en la política (1930-1933)
- Tomo 16 / Octavo periodo: el comienzo de la irrupción de las masas organizadas en la política (1930-1933). Adenda: breves notas relacionadas con la educación, la ciencia y la cultura entre 1895-1933
- Tomo 17 / Adenda: Breves notas relacionadas con la educación, la ciencia y la cultura entre 1895-1933. Apéndice general. Los resultados de la experiencia histórica peruana y las perspectivas abiertas en el siglo XX
- Tomo 18  / Historia de la república del Perú (1933-2000). Autor: Raúl Palacios Rodríguez. Editor: Héctor López Martínez. Primer periodo: las democracias endebles (1933-1948). Segundo periodo: el ochenio de Odría (1948-1956). Tercer periodo: el reformismo civil moderado (1956-1968). Cuarto periodo: el reformismo militar radical (1968-1980). Quinto periodo: la democracia frustrada (1980-2000)